# Stiftung Sankt Johannes
Die Stiftung Sankt Johannes (ehemaliger Name: Stiftung Behindertenwerk St. Johannes) ist ein Sozialunternehmen mit Sitz im Ortsteil Schweinspoint von Marxheim. Sie ist größter Arbeitgeber der Gemeinde.

## Geschichte
Der Orden der Barmherzigen Brüder erwarb im Jahr 1860 Schloss Schweinspoint und errichtete die ursprünglich Anstalt für unheilbar Kranke benannte Einrichtung. Diese Anstalt wurde im Laufe der Jahrzehnte weiter ausgebaut. Neben den Barmherzigen Brüdern arbeiteten ab 1944 auch Schwestern des Ordens Maria Stern mit.
In der Zeit des Nationalsozialismus wurden die Bewohner Opfer der „Euthanasie“; sie wurden unter anderem in die Tötungsanstalt Grafeneck verbracht.
Das Jahr 1971 bedeutete eine Zäsur: Der Orden der Barmherzigen Brüder gab die Stiftungsverwaltung auf, die Stern-Schwestern schieden aus und der Caritasverband für die Diözese Augsburg übernahm die Einrichtung. Seither wurde das Behindertenwerk zeitgemäß ausgebaut und erweitert.
2010 erschien eine der Stiftung gewidmete Briefmarke.
Während der COVID-19-Pandemie infizierte sich im Dezember 2020 und im Januar 2021 eine außergewöhnlich hohe Anzahl an Mitarbeitenden (über 20) und dort wohnenden Personen (rund 30). Zehn der letzteren starben in der Folge.

## Einrichtung
Die Stiftung betreibt Einrichtungen zur Förderung, Betreuung und Pflege für behinderte Mitbürger (Wohnheim und ambulante Einrichtungen) sowie das Diepoldzentrum und einen Betrieb der Donau-Lech-Werkstätten. Insgesamt betreut die Stiftung Sankt Johannes mit den weiteren Standorten in Neuburg an der Donau, Straß (Markt Burgheim), Rain, Donauwörth und Augsburg über 900 Menschen, davon 300 in Schweinspoint. Es ist damit einer der wichtigsten Dienstleister für Menschen mit Behinderungen in der Region.

## Briefmarke150 Jahre Stiftung Behindertenwerk St. Johannes
Bundesweite Bekanntheit erreichte der Ort im Jahr 2010 durch die Briefmarke 150 Jahre Stiftung Behindertenwerk St. Johannes der Grafikerin Annegret Ehmkein aus der Serie Dienst am Nächsten. Die Erstausgabe durch die Deutsche Post erfolgte am 9. September 2010. Die Präsentation u. a. durch die Bayerische Staatsministerin für Arbeit und Sozialordnung, Christine Haderthauer, und den Parlamentarischen Staatssekretär beim Bundesminister der Finanzen, Hartmut Koschyk, fand beim Festakt zum 150-jährigen Jubiläum am 17. September 2010 in Schweinspoint statt.